# Just Another Band from L.A.
Just Another Band from L.A. drugi je live album Frank Zappe i grupe The Mothers of Invention. Izašao je u travnju 1972.g. Na albumu se nalazi 5 pjesama, a Billy the Mountain obrađena je kao mini - opera.
Poslije toga Zappa i The Mothers se raspadaju, ne snimaju više zajedno iako nastupaju još po nekim koncertima.

## Popis pjesama
1. "Billy the Mountain" (Zappa) – 24:47
2. "Call Any Vegetable" (Zappa) – 7:22
3. "Edward Nalbandian" (Kaylan, Seiler, Volman, Zappa) – 3:10
4. "Magdalena" (Kaylan, Zappa) – 6:24
5. "Dog Breath" (Zappa) – 3:39

## Popis izvođača
- Frank Zappa – gitara, vokal
- Mark Volman – prvi vokal
- Howard Kaylan – prvi vokal
- Ian Underwood – puhački instrumenti, klavijature, vokal
- Aynsley Dunbar – bubnjevi
- Don Preston – klavijature
- Jim Pons – bas-gitara, vokal